# Brian Patterson
Brian Patterson (født 8. december 1947) er uddannet som billedkunstner i England i 1969. 1974 kom han til Danmark. Patterson har spillet mange mindre roller i Thomas Windings børneprogrammer. Han har haft rollen som Kylling i Bamses Billedbog siden starten i 1983. Han har også medvirket i både kort- og spillefilm. Han har ydermere i flere år samarbejdet med Kristian Lilholt som tekstforfatter til flere af Kristians engelske sange, som f.eks. "Coincidance" fra 2000. Derudover har han skrevet tekster til Kasper Winding og Lars Muhl.

## Roller
| År        | Film                             | Rolle                     |
| --------- | -------------------------------- | ------------------------- |
| 1983-2010 | Bamses billedbog                 | Kylling                   |
| 1990      | Bananen - skræl den før din nabo | Doktor Sno                |
| 1993      | Smukke dreng                     | Fyr på pissoir            |
| 1999      | I Kina spiser de hunde           | Vuk                       |
| 2001      | Jolly Roger                      | Karim, engel              |
| 2002      | Gamle mænd i nye biler           | Vuk                       |
| 2004      | INKA$$O                          | Taxichauffør              |
| 2015      | Jens Munk NordvestXpeditionen    |                           |
|           | TV-serier                        |                           |
| 1983-85   | Rejseholdet                      | Fernandez                 |
| 2002      | Hjerteafdelingen                 | Mr. Alkatib - Indisk læge |
| 2005      | Julie                            | Den lille vagt            |
|           | Julekalendere                    |                           |
| 1996      | Bamses Julerejse                 | Kylling                   |